# Spring (операционная система)
Spring — экспериментальная микроядерная объектно-ориентированная операционная система, разработанная Sun Microsystems в начале 1990-х. В ней использовались принципы, сходные с теми, что использовались в ядре Mach. Разработка прекратилась в середине 90-х, но некоторые идеи были повторно использованы в библиотеках Java и в операционной системе Solaris.